# Como Foot-Ball Club 1913-1914
Questa pagina raccoglie i dati riguardanti il Como Foot-Ball Club nelle competizioni ufficiali della stagione 1913-1914.

## Stagione
Ammesso alla Prima Categoria pur avendo concluso al 5º posto la stagione precedente in Promozione, il Como esordì nel massimo livello calcistico dell'epoca il 12 ottobre 1913 a Milano contro l'Inter, perdendo per 5-1. La prima rete dei lariani nel campionato venne messa a segno da Americo Albonico, che per la seconda stagione consecutiva fu il miglior marcatore della squadra.
Prima dell'inizio della stagione venne assunto presso il Comune di Como Gustavo Carrer, nuovo direttore dell'anagrafe comunale, che poté così giocare per il Como portando esperienza e professionalità all'interno della squadra.
Durante questa stagione si è registrata la sconfitta più pesante della storia del club, che a Torino contro la Juventus l'8 febbraio 1914 perse 9-0. A fine stagione il Como concluse al 9º posto, su 10 partecipanti, il girone lombardo-piemontese di campionato, con 2 vittorie, 3 pareggi e 13 sconfitte in 18 gare disputate. I gol segnati dalla squadra lariana furono 16 e quelli subiti 58. Con i suoi 7 punti complessivi il Como si piazzò davanti alla sola A.M.C. (5).

## Rosa
| N. |                      | Ruolo | Calciatore         |
| -- | -------------------- | ----- | ------------------ |
|    | Italia (bandiera)    | A     | Giuseppe Airoldi   |
|    | Argentina (bandiera) | A     | Americo Albonico   |
|    | Italia (bandiera)    | A     | Romeo Albonico     |
|    | Italia (bandiera)    | C     | Achille Avogadro   |
|    | Italia (bandiera)    | D     | Antonio Cameroni   |
|    | Italia (bandiera)    | A     | Gustavo Carrer     |
|    | Italia (bandiera)    | P     | Leopoldo Dotti     |
|    | Italia (bandiera)    |       | Luigi Galliani     |
|    | Italia (bandiera)    | C     | Aldo Gorio         |
|    | Italia (bandiera)    | C     | Francesco Lieto    |
|    | Italia (bandiera)    |       | Carlo Lietti (II)  |
|    | Italia (bandiera)    | D     | Edoardo Lietti (I) |
|    | Italia (bandiera)    | C     | Antonio Longatti   |

| N. |                     | Ruolo | Calciatore          |
| -- | ------------------- | ----- | ------------------- |
|    | Italia (bandiera)   | A     | Angelo Luzzani      |
|    | Italia (bandiera)   | C     | Carlo Marzorati     |
|    | Italia (bandiera)   | D     | Ermete Meacci       |
|    | Italia (bandiera)   |       | Achille Montorfano  |
|    | Svizzera (bandiera) | D     | Walter Niederhäuser |
|    | Italia (bandiera)   | C     | Carlo Piazza        |
|    | Italia (bandiera)   | A     | Felice Prosdocimi   |
|    | Italia (bandiera)   | D     | Luigi Sacchi        |
|    | Italia (bandiera)   | D     | Saldarini           |
|    | Italia (bandiera)   | D     | Gandola             |
|    | Italia (bandiera)   | C     | Mario Sartoris      |
|    | Italia (bandiera)   | A     | Cesare Taroni       |
|    | Italia (bandiera)   | C     | Gian Battista Verga |

## Risultati

### Prima Categoria

#### Sezione lombarda

##### Girone di andata
| Arbitro: | Cattaneo (Milano) |

|          |           |                                                  |
| Albonico | Marcatori | 21’, s.t.’ A. Cevenini 23’ Bontadini L. Cevenini |

| Arbitro: | Rietmann (Milano) |

|                                             |           |  |
| Van Hege 15’, 58’ Williams 17’ Trerè II 57’ | Marcatori |  |

| Arbitro: | Terzolo (Genova) |

|  |           |                                     |
|  | Marcatori | 6’ (rig.) Boiocchi s.t.’ Soldera II |

| Arbitro: | Moda (Milano) |

|                                     |           |          |
| Caimi 15’, 65’ Boschetti 60’ (rig.) | Marcatori | Albonico |

| Arbitro: | Pedroni (Milano) |

|              |           |                                      |
| Carrer s.t.’ | Marcatori | 48’ Gaido 70’ Dalmazzo 76’ Boglietti |

| Arbitro: | Rietmann (Milano) |

|                                                              |           |                         |
| Canetta ?’, ?’ Agradi 11’, 70’ Canetta Marini Niccoli ?’, ?’ | Marcatori | Luzzani Albonico Carrer |

| Arbitro: | Magni (Milano) |

|          |           |             |
| Albonico | Marcatori | 87’ Bellosi |

| Arbitro: | Calì (Genova) |

|              |           |              |
| Tognasso 86’ | Marcatori | 15’ Albonico |

| Arbitro: | Comazzi (Milano) |

|  |           |                            |
|  | Marcatori | ?’, ?’ Piacco ?’ Tomaselli |

##### Girone di ritorno
| Arbitro: | Bellini (Milano) |

|                                 |           |        |
| A. Cevenini L. Cevenini ?’ Aebi | Marcatori | Carrer |

| Arbitro: | Varisco (Milano) |

|  |           |                                               |
|  | Marcatori | 40’, 80’ (rig.) Lana 60’ Morandi 62’ Van Hege |

| Arbitro: | Terzolo (Genova) |

|                  |           |          |
| Reynaudi Quaglia | Marcatori | Albonico |

| Como 15 marzo 1914 13ª giornata | Como                | 0 – 0 referto | US Milanese | Campo di via dei Mille\| Arbitro: \| Trinchieri (Milano) \| |
| Arbitro:                        | Trinchieri (Milano) |               |             |                                                             |

| Arbitro: | Moda (Milano) |

|                 |           |                     |
| Taroni Albonico | Marcatori | Caimi ?’, ?’ Grassi |

| Arbitro: | Crivelli (Milano) |

|                                                             |           |  |
| Bona 5’, 15’, 18’ (rig.) Dalmazzo 20’, 30’ Bonotti 27’, 40’ | Marcatori |  |

| Arbitro: | Crivelli (Milano) |

|                         |           |             |
| Carrer 43’ Taroni s.t.’ | Marcatori | 31’ Canetta |

| Arbitro: | Scarioni (Milano) |

|                            |           |                         |
| Magni p.t.’ Guzzi 49’, 51’ | Marcatori | 8’ Albonico 74’ Luzzani |

| Arbitro: | Cattaneo (Milano) |

|        |           |  |
| Taroni | Marcatori |  |

## Statistiche

### Statistiche di squadra
| Competizione    | Punti | In casa | In casa | In casa | In casa | In casa | In casa | In trasferta | In trasferta | In trasferta | In trasferta | In trasferta | In trasferta | Totale | Totale | Totale | Totale | Totale | Totale | DR  |
| Competizione    | Punti | G       | V       | N       | P       | Gf      | Gs      | G            | V            | N            | P            | Gf           | Gs           | G      | V      | N      | P      | Gf     | Gs     | DR  |
| --------------- | ----- | ------- | ------- | ------- | ------- | ------- | ------- | ------------ | ------------ | ------------ | ------------ | ------------ | ------------ | ------ | ------ | ------ | ------ | ------ | ------ | --- |
| Prima Categoria | 7     | 9       | 2       | 1       | 6       | 8       | 22      | 9            | 0            | 2            | 7            | 9            | 36           | 18     | 2      | 3      | 13     | 17     | 58     | -41 |

### Statistiche dei giocatori
| Giocatore     | Prima Categoria | Prima Categoria |
| Giocatore     | Presenze        | Reti            |
| ------------- | --------------- | --------------- |
| G. Airoldi    | 2               | 0               |
| A. Albonico   | 18              | 7               |
| R. Albonico   | 6               | 0               |
| A. Avogadro   | 1               | 0               |
| A. Cameroni   | 7               | 0               |
| G. Carrer     | 12              | 4               |
| L. Dotti      | 16              | 0               |
| C. Galliani   | 1               | 0               |
| Gandola       | 1               | 0               |
| A. Gorio      | 18              | 0               |
| F. Lieto      | 12              | 0               |
| C. Lietti     | 9               | 0               |
| A. Longatti   | 7               | 0               |
| A. Luzzani    | 16              | 2               |
| C. Marzorati  | 2               | 0               |
| E. Meacci     | 15              | 0               |
| A. Montorfano | 1               | 0               |
| C. Piazza     | 12              | 0               |
| F. Prosdocimi | 1               | 0               |
| L. Sacchi     | 4               | 0               |
| C. Saldarini  | 3               | 0               |
| M. Sartoris   | 2               | 0               |
| C. Taroni     | 18              | 3               |
| G. Verga      | 14              | 0               |